# Choeromorpha polyspila
Choeromorpha polyspila es una especie de escarabajo longicornio de la subfamilia Lamiinae. Fue descrita científicamente por Pascoe en 1885.
Se distribuye por Indonesia. Posee una longitud corporal de 16-20 milímetros. El período de vuelo de esta especie ocurre en los meses de abril y noviembre.